# Júnior Baiano
Raimundo Ferreira Ramos Júnior, detto Júnior Baiano (Feira de Santana, 14 marzo 1970), è un allenatore di calcio ed ex calciatore brasiliano.
Con i suoi 33 gol, è il difensore centrale ad aver segnato di più tra Campeonato Brasileiro Série A e Coppa del Brasile.

## Carriera

### Club
Nella sua carriera Júnior giocò nel Flamengo, nel San Paolo, nel Werder Brema (in Bundesliga), nel Palmeiras, nel Vasco da Gama, nello Shanghai Shenhua (in Cina) e nell'Internacional. Si ritirò alla fine del 2005, ma nel dicembre 2006 firmò un contratto con l'América di Rio de Janeiro per giocare nel Campionato Carioca all'inizio del 2007. Nella stagione 2007-2008 ha giocato con il Brasiliense, nella seconda divisione del campionato brasiliano. Ha giocato come difensore nel Miami FC.

### Nazionale
Con la Nazionale brasiliana Júnior Baiano prese parte ai Mondiali 1998, raggiungendo la finale, dove però i verdeoro furono sconfitti dalla Francia padrona di casa per 3-0.
Conta 25 presenze in Nazionale, la prima delle quali nell'agosto 1997 e l'ultima di esse nel luglio 1998.

## Palmarès

### Giocatore

#### Club

##### Competizioni statali
- Campionato Carioca: 2

Flamengo: 1991, 2004

##### Competizioni nazionali
- Coppa del Brasile: 1

Flamengo: 1990
- Campionato brasiliano: 2

Flamengo: 1992
Vasco da Gama: 2000

##### Competizioni internazionali
- Coppa CONMEBOL: 1

São Paulo: 1994
- Recopa Sudamericana: 1

São Paulo: 1994
- Coppa Libertadores: 1

Palmeiras: 1999
- Coppa Mercosur: 2

Palmeiras: 1998
Vasco da Gama: 2000

#### Nazionale
- Confederations Cup: 1

1997

#### Individuale
- Bola de Prata: 1

1997